# Quand la foule gronde
Pour plus de détails, voir Fiche technique et Distribution.
Quand la foule gronde (The Whistle at Eaton Falls) est un film dramatique américain, réalisé par Robert Siodmak et sorti en 1951.

## Synopsis
Un superviseur d'usine nouvellement promu se retrouve dans la position de devoir annoncer la mise à pied de ses collègues.

## Fiche technique
- Titre original : The Whistle at Eaton Falls
- Titre français : Quand la foule gronde[1]
- Réalisation : Robert Siodmak
- Scénario : Lemist Esler, Virginia Shaler/ Dialogues additionnels : Leo Rosten
- Musique : Louis Applebaum
- Directeur artistique : Herbert Andrews
- Décors : Fred Ballmeyer
- Costumes : Mary Brennan
- Photographie : Joseph C. Brun
- Son: Edward Johnstone
- Montage : Angelo Ross
- Production : Louis de Rochemont
- Société de production : RD-DR Corp.
- Société de dsitribution : Columbia Pictures Corporation
- Pays de production :  États-Unis
- Genre : Film dramatique
- Durée : 96 minutes
- Dates de sortie :
  - États-Unis : 3 août 1951
  - France : 3 juillet 1953[1]

## Distribution
- Lloyd Bridges : Brad Adams
- Dorothy Gish : Madame Doubleday
- Carleton Carpenter : Eddie Talbot
- Murray Hamilton : Al Webster
- James Westerfield : Joe London
- Lenore Lonergan : Abbie
- Russell Hardie : Dwight Hawkins
- Helen Shields : Mademoiselle Russell
- Doro Merande : Mademoiselle Pringle
- Diana Douglas : Ruth Adams
- Anne Francis : Jean
- Anne Seymour : Mary London
- Ernest Borgnine : Bill Street
- Arthur O'Connell : Jim Brewster
- Parker Fennelly : Issac
- Donald McKee : Daniel Doubleday
- Robert A. Dunn : Rev. Payson